# 香港電視節目分類制度
香港電視節目分類制度（英語：Hong Kong TV Programme Classification）是廣播事務管理局（后称通訊事務管理局）根據《廣播條例》（香港法例第562章）第3條而發出的《電視通用業務守則 – 節目標準》而制訂，規範本地免費及收費電視節目服務、非本地電視節目服務以及其他須領牌電視節目服務，違者持牌人可被處分。
條例規定任何不適宜兒童自行觀看的電視節目須分為「家長指引」或「成年觀眾」類別，除了節目開始播出前表明其類別外，同時在節目中段休息後、節目開始後約5秒後，亦會在電視熒幕上方顯示有關節目的類別。亞洲電視（已停播）為右上角、港台電視為台徽旁邊。，無綫電視、香港電視娛樂及有線寬頻開電視的HOY TV、HOY國際財經台為左上角。

## 實施背景及分類內容
1990年代初，廣播事務管理局向電視台頒佈了一項守則，規定每日下午4時至8時30分為合家欣賞時間，任何不適宜兒童自行觀看的電視節目，一律不准在合家欣賞時間內播映。後來有香港市民關注到合家欣賞時間出現該等節目，廣管局於是在1995年12月11日實施節目分類制度。2001年5月28日起，在「家長指引」或「成年觀眾」節目開始播出前，須向觀眾表明該等節目會有什麼內容。
- 家長指引節目（Parental Guidance）——下午8時30分後，播放節目的尺度有所寬鬆，可在家長的選擇下觀看內容出現暴力、不雅用語、通俗、隱喻、色情與裸露、令人情緒不安的鏡頭、無故加插的恐怖鏡頭、用以預示或模擬死亡或受傷情形而令人毛骨悚然的音響效果、以超自然事物或迷信使人產生焦慮或恐懼、虐待、殘酷對待兒童或動物、武打動作以及使用粗俗用語。總括而言該等節目會出現可能使兒童產生歇斯底里反應、發惡夢、或其他困擾情緒的內容。
- 成年觀眾節目（Mature）——表明该節目只適合年滿十八歲的成年人觀看。该等節目只准於下午11時（2020年9月24日之前為下午11時30分）至次日早上6時播放。

### 亞洲電視（已停播）
在實行初期到2000年時，在節目開始前播出「以下播放節目被列為家長指引/成年觀眾類別，敬請留意。」字句，後期改為「以下節目涉及/有（少量）/部分內容……，敬請家長留意」，國際台版本為全英文字句。

### 無綫電視
在實行初期到2001年5月27日時，在節目開始前播出標有「PG家長指引」或「M成年觀眾」的畫面，配上「以下節目需由家長陪同收看，敬請留意」或「以下節目只適合成年觀眾收看」的字句。明珠台則會附有中、英文字句。
後來在2001年5月28日至2022年9月5日使用「以下節目（部分內容）涉及……，敬請家長留意」或「以下節目涉及……，只適合成年觀眾收看」的字句，其中會簡要提示節目涉及的内容。格式方面，在2001年5月28日至2016年11月19日，標題及相關內容字句均排列在中間，而且兩者之間的字體大小均一樣。
2008年，J2開播初期只有分級提示語畫面和背景音樂，沒有加上人聲，後來因違規而補上了女聲提示。另外，翡翠台、明珠台、高清翡翠台均採用男聲。
2016年11月19日晚上8時30分起，無綫電視旗下免費頻道全部改換頻道包裝，分類內容的格式亦順勢改為標題及相關內容字句排列在左邊，而且標題的字體大小比內容大。明珠台的分類內容標題排列在左邊，翡翠台、J2及J5的分類內容標題則排列在上方，統一採用與J2麗音廣播提示一樣的背景音樂。2017年8月15日起，J5改版為無綫財經台/無綫財經·資訊台/財經體育資訊台後，採用與節目預告相同的背景音樂。
在粵/英或粵/普雙語廣播節目的情況下，兩個聲道各自會播放對應語言的分級提示語。但從2022年9月5日後取消這一安排，統一與第一聲道保持一致。
2022年9月5日起，無綫電視旗下免費頻道全部調整了分級畫面，語句大致依照ViuTV字句，改為「本節目為家長指引/成年觀眾類別，（部分內容）涉及……，敬請留意」，並被重新配音（翡翠台、財經體育資訊台配音由麥劍秋變更爲陳欣；J2配音由何璐怡變更為成瑤孆；明珠台為原配音重配）。同時J2频道弃用了J2多種語言广播提示背景音乐，转而使用《听晚见唔见到你》的起始音乐。
2023年1月1日起，隨著翡翠台更換頻道包裝，背景音樂轉為與節目預告相同。

### 港台電視
與翡翠台2022年9月5日前格式相若。在節目開始前播出「以下節目（部分內容）涉及……，敬請家長留意」或「以下節目涉及……，只適合成年人收看」字句。兩者皆是中英文字句。

### 香港電視娛樂
ViuTV版本為全中文字句，在節目開始前播出「本節目為家長指引，（部分內容）涉及……，敬請留意」（若有驚嚇情節會讀成「敬請家長留意」）或「本節目只適合成年觀眾，含有……，敬請留意」字句，ViuTVsix版本為全英文字句。格式方面，標題「PG」或「M」字樣排列在左邊，相關内容字句排列在右邊。

### 有線寬頻開電視
HOY TV版本為全中文字句，在節目開始前播出「本節目為家長指引類別，（部分內容）涉及……，敬請家長留意」或「本節目只適合成年觀眾，（部分內容）涉及……，敬請留意」字句，HOY國際財經台版本為中、英文字句。
格式方面，標題「PG」或「M」字樣排列在左邊，相關內容字句排列在右邊。HOY TV所播出的「PG」和「M」的背景音樂是一致的並採用男聲；而奇妙電視的「PG」和「M」背景音樂是不同的（其中「M」背景音樂節奏較「PG」急促）並採用女聲。

### 有線電視（已停播）
在節目開始前播出「本節目屬家長指引類別，敬請留意」或「本節目不適合兒童觀看，敬請留意」字句。格式方面，「本節目屬家長指引類別」或「本節目不適合兒童觀看」字句排列在上方，相關圖案及內容字句排列在中間，兩者字句為中、英文字句。

### 美亞電視
在節目開始前播出「本節目或需由家長及成人陪同兒童觀看」及「本節目（有少量/涉及）……，敬請家長留意」字句。

### 鳳凰衞視
因應鳳凰衛視香港台加入85台後，為配合免費電視節目廣播在該台節目上加上「PG 家長指引」或「M 成年觀眾」的安排，分類廣播為「本節目為家長指引/成年觀眾類別，（部分內容）涉及……，敬請留意」。

## 其他
- 該條例生效前，電視台一般會為尺度較大的節目補上警告字句「以下節目，部分內容可能不適合兒童觀看，敬請家長留意。」，但礙於社會接受程度所限，基本上於深夜播出的三級電影均會作大幅度刪剪。
- 該條例並無明確說明哪些身體器官可以或不可以展示；例如電影《鐵達尼號》在明珠台《明珠電影》播出時，女主角琦·溫斯莉的上空鏡頭亦能完整出現。
- 無綫劇集《大時代》為全港首套被列為「成年觀眾」的劇集，隨後於1994年底播出的《驚心都市》同樣被列為「成年觀眾」。兩者首播時條例未生效，因此在重播時才生效相關分級。無綫現時於深夜重播1995年或之前製作之電視電影或綜藝節目當時可能符合廣播條例於晚間黃金時段播出供合家歡欣賞，惟條例生效後被分類為「成年觀眾」而受限於深夜時段才可以重播。為滿足最大觀眾群，基本上無綫自1996年至今幾乎全面停止製作可供翡翠台播出的「成年觀眾」節目於後黃金時段播出，直至J2啟播。
- 動畫《幽遊白書》為全港首套被列為「家長指引」的動畫，由1995年12月17日起在翡翠台深夜時段播出的集數會按照尺度分級。動畫《名偵探柯南》為全港首套被列為「成年觀眾」的動畫。
- 分類制度實行至今，全部集數被列為「成年觀眾」節目之中，動畫方面有《BASILISK～甲賀忍法帖～》和《出租女友》，而綜藝節目有《ERROR自肥企画》和《冇人性教育》。
- 無綫劇集《殺手》於拍攝時被列為「成年觀眾」劇集，為確保能於黃金時間播映，需以形式顯示露骨鏡頭。
- 即使在20:30後能播映「家長指引」的劇集和節目，電視台未必安排有標示該級別的劇集節目播出，在無綫電視翡翠台而完全沒有標示「家長指引」的連續劇不一定在20:30時段劇集播放，亦有機會安排在21:30時段劇集播放，有時20:30有時會播放「家長指引」劇集，而21:30播放的劇集卻沒有標示實為不奇，有時在部份極端的情況下在深夜播放完全適合兒童觀看的節目，如部分J2動畫，大多時份是平安夜或除夕夜及年廿九/年三十及農歷除夕出現。不過通常會有重播，而財經體育資訊台2017年啟播以來未曾出現「成年觀眾」節目。
- 於上午至午間時段播放的「家長指引」節目，大部分只會列為PGXXL類，即「部分內容涉及……」，而PGXXH類一般會於晚上8時30分至次日早上6時播出。過去於《銀河戰警》事件發生前的上午至午間時段更會首播或重播大部分集數被列為PGXXH類的動畫及劇集。
- 而部份的動畫，如小魔女DoReMi或KERORO軍曹，雖然放在合家欣賞時間（16:00-20:30）播出。但是部分集數內容已經觸及「家長指引」的類別，因此相關集數安排在深夜時段 或 星期六日上午時段播出。
- 2008年3月，有網民在討論區貼出了無綫電視在3月某日傍晚播出的《天氣報告》截圖。截圖顯示「世界各地天氣預測」時，畫面左上角竟然有「M成年觀眾」的電視節目分類標示，令網民啼笑皆非。[2]
- 部分在劇集或綜藝節目部分內容可能因該觸及「M成年觀眾」類別，在MyTV Gold首播時能播出完整版本，為確保在黃金時間播映，之後在翡翠台20:30或21:30播放時會被刪剪涉及「成年觀眾」的內容。

## 外部連結
- 《電視通用業務守則 - 節目標準》 （页面存档备份，存于）
- 無綫電視有关電視節目分類的页面 （页面存档备份，存于）